# Robert Claing
Robert Claing  est un dramaturge québécois né à Saint-Hyacinthe, le 17 mai 1949.

## Biographie
Il possède une maîtrise en études françaises de l'Université de Montréal. 
Il est depuis professeur de littérature au collège Ahuntsic à Montréal. 
Il a travaillé étroitement avec le metteur en scène Jean-Pierre Ronfard. Il a ainsi participé à la fondation de plusieurs théâtres expérimentaux tels que le Théâtre Expérimental de Montréal, le Nouveau Théâtre expérimental, l'Espace Libre et la compagnie Mime Omnibus.

## Honneurs
- 1989 - Finaliste du Prix du Gouverneur général, La Femme d'intérieur
- 1992 - Finaliste du Prix du Gouverneur général, Anna